# Alaganchi, Nanjangud
Alaganchi là một làng thuộc tehsil Nanjangud, huyện Mysore, bang Karnataka, Ấn Độ.